# Lituus

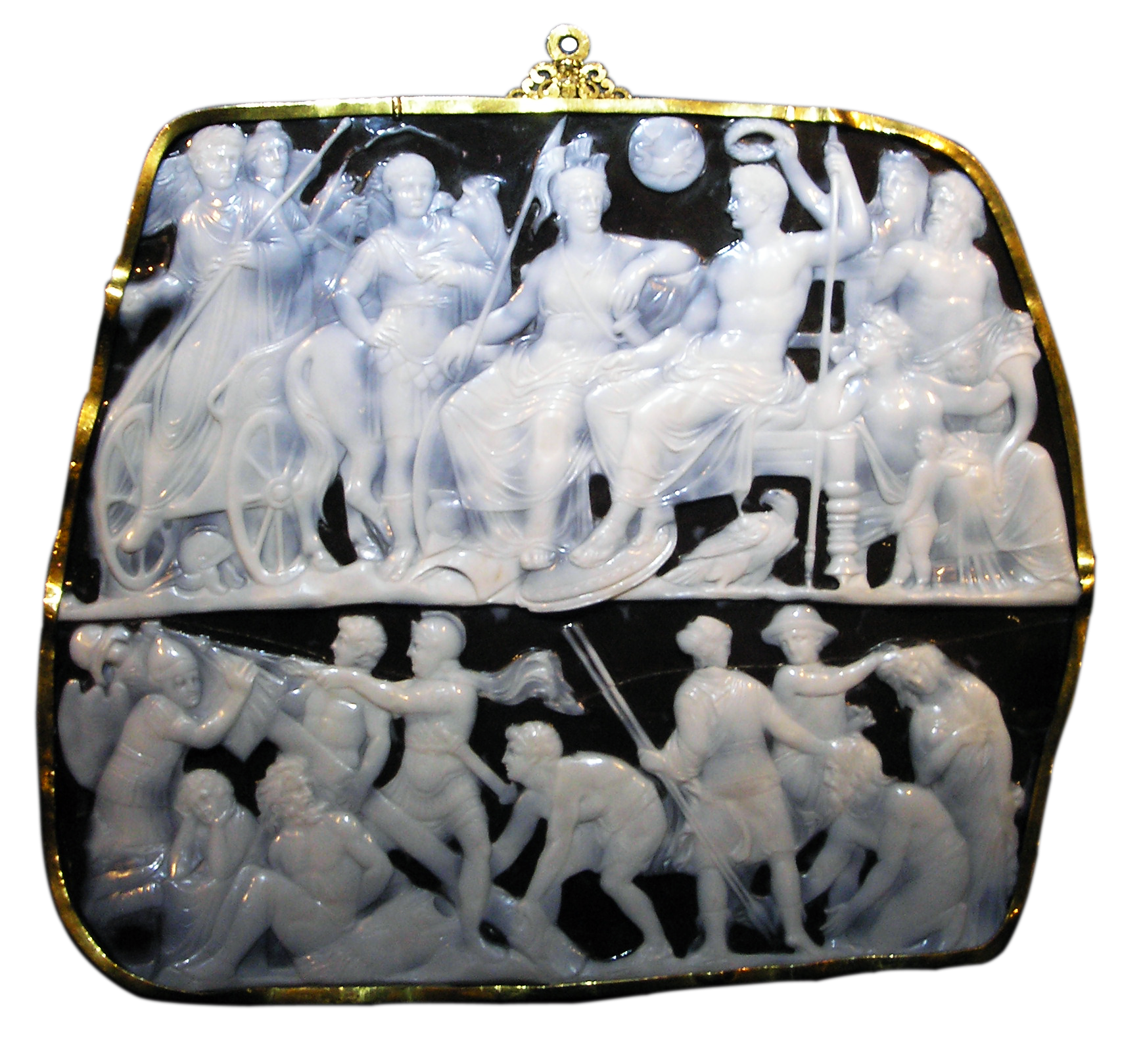
Gema augustea donde César Augusto entronizado, porta un lituus en su mano derecha.

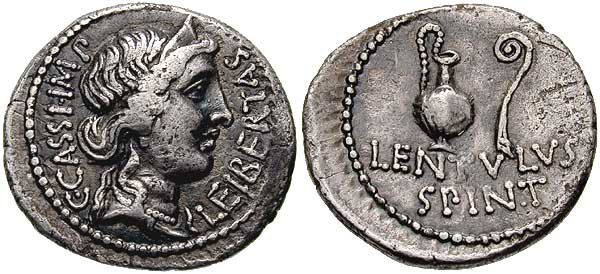
Denario (42 a. C.) puesto en circulación por Casio y Publio Cornelio Léntulo Espínter, en el que en el anverso se representa la cabeza coronada de Libertas y en el reverso una jarra de libaciones y un lituus.

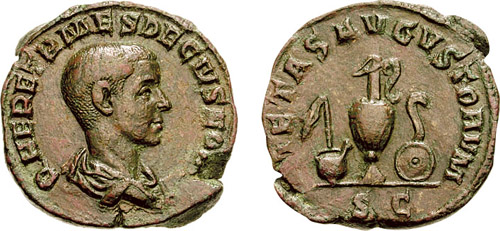
Sestercio con un lituus (reverso, derecha) como instrumento ritual, celebrando la pietas del Emperador romano Herenio Etrusco.

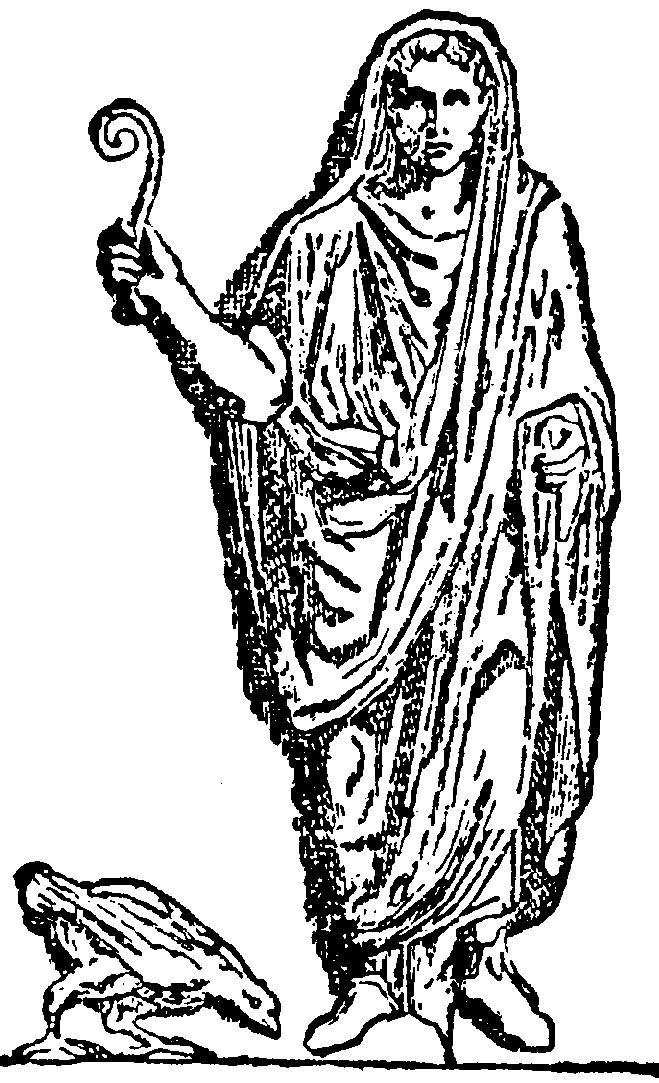
Augur portando un lituus.

Un lituus o lituo es una palabra etrusca en su origen, que podría traducirse como torcido, curvo y, pasó a la Antigua Roma para designar un bastón ritual augural. En su forma, se asemeja a la parte superior del conocido báculo pastoral, sin nudos (baculum sine nodo aduncum). 
En la religión de la Antigua Roma era usado por los augures como instrumento ritual adivinatorio para trazar, al aire libre, un templo (templum) simbólico, delimitando así el campo de observación.
A continuación, el augur profería, desde el auguraculum las palabras partiri templum et tabernaculum capere y de este modo dividía el cielo en cuatro regiones, ocupaba su asiento y se ponía a observar con todo cuidado las aves que aparecían, la manera como volaban, su dirección, el sonido de sus alas, sus cantos y en qué lado del templum se encontraban. La observación del vuelo de las aves por el templum indicaba el favor o, en su caso, desgracia divina, para un determinado acontecimiento.
El lituus también era utilizado como símbolo del colegio de augures para distinguirlos como cuerpo sacerdotal.
Es un símbolo frecuentemente exhibido en estatuas, ya desde el tiempo de los etruscos. En Roma puede encontrarse en anillos de las estatuas de los emperadores romanos, que lo llevaban por pertenecer al colegio sacerdotal augur. En el caso de César Augusto, que fue Máximo Pontífice en el 12 a. C., se puede encontrar en estatuas de bronce descubiertas desde Grecia y posiblemente, España.)
Además de encontrarse en grabados, como en el camafeo llamado Gema Augustea, también se localizan lituos, especialmente, en el reverso de las monedas romanas, donde suelen estar acompañados por un simpulum y una jarra de libaciones.